# Hidaka (Saitama)
Hidaka (japonês: 日高市 -shi) é uma cidade japonesa localizada na província de Saitama.
Em 2003 a cidade tinha uma população estimada em 53 597 habitantes e uma densidade populacional de 1 128,36 h/km². Tem uma área total de 47,50 km².
Recebeu o estatuto de cidade a 1 de Outubro de 1991.